# بخش چغادک
بخش چغادک یکی از بخش‌های شهرستان بوشهر در استان بوشهر در جنوب کشور ایران است. مرکز این بخش شهر چغادک است.
این بخش در تاریخ ۸ دی ۱۳۹۸ تصویب و ایجاد شد.

## تقسیمات کشوری
- بخش چغادک
  - دهستان دویره
  - دهستان چاه‌کوتاه

شهر: چغادک

## جمعیت
براساس سرشماری عمومی نفوس و مسکن در سال ۱۳۹۵،جمعیت بخش چغادک برابر با ۳۰،۶۵۹ نفر بوده‌است.